# Teminius affinis
Espèce
Synonymes
- Syrisca nebulosa Gertsch & Davis, 1940

Teminius affinis est une espèce d'araignées aranéomorphes de la famille des Miturgidae.

## Distribution
Cette espèce se rencontre au Mexique en Hidalgo, au San Luis Potosí, au Nuevo León et au Tamaulipas et aux États-Unis au Texas, en Oklahoma et en Louisiane,.

## Description
La femelle holotype mesure 13 mm.
Le mâle décrit par Gertsch et Davis en 1940 mesure 4,50 mm.

## Publication originale
- Banks, 1897 : Descriptions of new spiders. The Canadian Entomologist, vol. 29, p. 193-197 (texte intégral).